# Hacımahmutuşağı, Ortaköy
Hacımahmutuşağı là một xã thuộc huyện Ortaköy, tỉnh Aksaray, Thổ Nhĩ Kỳ. Dân số thời điểm năm 2010 là 201 người.